# Sociedad para la Promoción de las Aventuras Conversacionales
SPAC (Sociedad para la Promoción de las Aventuras Conversacionales) es un ezine similar e inspirado en su par inglés, SPAG.

## Primera época: Webzine estático
Se publicó desde octubre de 2000 a noviembre de 2007 como Sociedad para la Preservación de las Aventuras Conversacionales, inicialmente como un fanzine HTML mensual. Su formato estuvo inspirado en el fanzine anglosajón SPAG. Tuvo 52 ediciones publicadas, hacia el final de sus ediciones en forma bimestral.
Los artículos de SPAC trataban no sólo de crítica de juegos (como la mayoría de la producción de SPAG), sino que además incluían entrevistas a autores, organización y (bitácoras de) resultados de competiciones, así como ensayos sobre autoría, programación, y todo otro tema relativo a la aventura conversacional.
Salvo el editorial, todos los artículos fueron colaboraciones de la comunidad y si bien sus contenidos se centraban en la producción y escena española, no se dejaban de lado las noticias y los desarrollos de la comunidad internacional.

## Segunda Época: Webzine Dinámico o SPAC 2.0
Con la reciente salida del número 52 en noviembre de 2007, su hasta entonces editor Dhan que dejaba su labor.
A raíz de esto se generó un debate sobre su continuidad en los foros de la comunidad y finalmente se decidió e implementó su migración a formato de webzine dinámico gracias a un equipo inicial formado por Enrique Bosch (presi), Antonia Visiedo (Jenesis) y Netskaven. A este equipo se unió Javier (GrendelKhan) quien se hizo cargo de la maquetación de la versión pdf del webzine que saldría publicada bimensualmente y que es uno de los puntos claves del actual SPAC.